# A’Ukre
A’Ukre (Caiapós-aucres),  jedna od podgrupa Kayapó Indijanaca i istoimeno selo u džungli na području rezervata Área Indígena Kayapó u Brazilu u brazilskoj državi Pará. Selo A’Ukre sastoji se (prema Sandri Peters) od 29 koliba postavljenih u krug oko muškaračke kuće poznate kao takana. 
A-ukre su porijeklom od Kubenkrankena (šira skupina Gorotire) od kojih su se odvojili ranih '80.-tih godina i osnovali novo naselje. Ovdje su se počeli baviti proizvodnjom orahovog ulja te prodajom mahagonijevog drveta, danas zaštičenog na šumskom rezervatu Pinkaití.
Populacija: oko 340 pripadnika. 